# Closterus striolatus
Closterus striolatus là một loài bọ cánh cứng trong họ Cerambycidae.